# Humphrey III. de Bohun
Humphrey III. de Bohun († 1181) war ein anglonormannischer Adliger und Lord High Constable of England.
Humphrey de Bohun entstammte der Familie Bohun. Er war ein Sohn von Humphrey II. de Bohun und dessen Ehefrau Margaret, einer Tochter und Erbin von Miles de Gloucester, 1. Earl of Hereford. 
Von seinem Vater erbte Bohun das Gut Trowbridge in Wiltshire und nach dem Tod seines Onkels, Henry de Gloucester, um 1163 übernahm er das Amt des königlichen Constable. In dieser Funktion stand er loyal zu König Heinrich II. von England und unterstützte diesen bei der Niederschlagung der Revolte der Königssöhne in den Jahren 1173 bis 1174. Dabei führte er unter dem Justiciar Richard de Luci die königstreuen Truppen zum Sieg gegen die Rebellen in der Schlacht bei Fornham (17. Oktober 1173). Bohun starb im Jahr 1181 in Frankreich, als er an der Seite Heinrichs des Jüngeren einen Feldzug gegen den Grafen Philipp von Flandern führte, zur Unterstützung des Königs Philipp II. August, dem Schützling des englischen Königs. Bestattet wurde er in der Llanthony Secunda Priory in Gloucester.
Humphrey de Bohun war verheiratet mit Margaret of Huntington († 1201), die mütterlicherseits eine Enkelin von König David I. von Schottland und Witwe des Herzogs Conan IV. von Bretagne war. Ihr gemeinsamer Sohn war Henry de Bohun († 1220), der 1200 den erblichen Titel eines Earl of Hereford verliehen bekam.

## Weblink
- Earls of Hereford (Bohun) bei Foundation for Medieval Genealogy.ac (englisch)

| Vorgänger           | Amt                                      | Nachfolger     |
| ------------------- | ---------------------------------------- | -------------- |
| Henry de Gloucester | Lord High Constable of England 1163–1181 | Henry de Bohun |

| Personendaten    | Personendaten                                                |
| ---------------- | ------------------------------------------------------------ |
| NAME             | Bohun, Humphrey III. de                                      |
| KURZBESCHREIBUNG | anglo-normannischer Adliger, Lord High Constable von England |
| GEBURTSDATUM     | 12. Jahrhundert                                              |
| STERBEDATUM      | 1181                                                         |
| STERBEORT        | Frankreich                                                   |